# Wild at Heart
Wild at Heart is een Amerikaanse romantische misdaadfilm uit 1990 van regisseur David Lynch. Deze baseerde het verhaal op het boek Wild at Heart: The Story of Sailor and Lula van Barry Gifford, hoewel Lynch het einde veranderde. Lynch won voor de film de Gouden Palm op het Filmfestival van Cannes. Actrice Diane Ladd werd voor haar bijrol genomineerd voor zowel een Academy Award als een Golden Globe en de geluidsafdeling voor een BAFTA Award.

## Verhaal
De voorwaardelijk uit de gevangenis vrijgelaten Sailor Ripley (Nicolas Cage) vlucht met zijn vriendin Lula Fortune (Laura Dern) naar Californië. Lula's moeder Marietta (Diane Ladd) haat Sailor verschrikkelijk en stuurt zowel huurmoordenaar Marcello Santos (J.E. Freeman) als detective Johnnie Farragut (Harry Dean Stanton) achter het stel aan om Sailor uit de weg te ruimen. Dit is met name omdat Sailor weet wat er in Lula's verleden is gebeurd.

## Rolverdeling
| Acteur              | Personage        |
| ------------------- | ---------------- |
| Nicolas Cage        | Sailor Ripley    |
| Laura Dern          | Lula Fortune     |
| Willem Dafoe        | Bobby Peru       |
| J.E. Freeman        | Marcelles Santos |
| Crispin Glover      | Dell             |
| Diane Ladd          | Marietta Fortune |
| Calvin Lockhart     | Reggie           |
| Isabella Rossellini | Perdita Durango  |
| Harry Dean Stanton  | Johnnie Farragut |
| Grace Zabriskie     | Juana Durango    |
| Sherilyn Fenn       | Girl in Accident |
| David Patrick Kelly | Dropshadow       |
| Jack Nance          | 00 Spool         |
| Sheryl Lee          | Good Witch       |
| Billy Swan          | Billy Swan       |

## Trivia
- Actrices Ladd (Marietta) en Dern (Lula) zijn niet alleen in de film, maar ook in werkelijkheid moeder en dochter.
- Acteurs Dern, Fenn, Zabriskie, Kelly, Lee en Nance speelden ook allen onder regisseur Lynch in Twin Peaks.
- Actrice Rossellini speelde eerder onder regisseur Lynch in Blue Velvet.
- David Lynch gebruikte het lied Wicked Game van Chris Isaak in de film. Een medewerker van een Amerikaanse radiozender die de film had gezien, zond het lied enkele keren uit. Die uitzendingen zorgden er voor dat het lied een hit werd.[1]